# برهماگوپتا
برهماگوپتا (سانسکریت: ब्रह्मगुप्त؛ زاده ۵۹۸ درگذشته ۶۶۸) یک دانشمند در زمینه ریاضیات و اخترشناسی اهل هند بود. از او به عنوان نخستین ریاضیدانانی یاد می‌شود که صفر را در محاسباتش به کار برده است. همچنین او نحوه محاسبه حجم منشور ها و تعدادی از سایر اشکال را به دست آورده است.